# Jake Ellenberger
Jacob Steven Ellenberger (født 28. marts 1985 i Omaha, Nebraska i USA) er en amerikansk MMA-udøver, som siden 2009 har konkurreret i organisationen Ultimate Fighting Championship (UFC). Han er i Danmark mest kendt for at have kæmpet mod Martin Kampmann som han tabte til på knock out (knæ) den 1. juni 2012, på The Ultimate Fighter 15 Finale.
Han har blandt andre vundet over store navne som Jake Shields (2011), Diego Sanchez (2012), Nate Marquardt (2013) og tabt til blandt andre Carlos Condit (2009).
Ellenberger var tidligere i United States Marine Corps.